# Валлісвіль-бай-Нідербіпп
Валлісвіль-бай-Нідербіпп (нім. Walliswil bei Niederbipp) — громада  в Швейцарії в кантоні Берн, адміністративний округ Верхнє Ааргау.

## Географія
Громада розташована на відстані близько 37 км на північний схід від Берна.
Валлісвіль-бай-Нідербіпп має площу 1,5 км², з яких на 16,3% дозволяється будівництво (житлове та будівництво доріг), 53,7% використовуються в сільськогосподарських цілях, 20,4% зайнято лісами, 9,5% не є продуктивними (річки, льодовики або гори).

## Демографія
2019 року в громаді мешкало 217 осіб (+5,3% порівняно з 2010 роком), іноземців було 8,3%. Густота населення становила 148 осіб/км².
За віковим діапазоном населення розподілялося таким чином: 15,7% — особи молодші 20 років, 59,4% — особи у віці 20—64 років, 24,9% — особи у віці 65 років та старші. Було 108 помешкань (у середньому 2 особи в помешканні).
Із загальної кількості 68 працюючих 11 було зайнятих в первинному секторі, 18 — в обробній промисловості, 39 — в галузі послуг.